# Metropolia archangielska
Metropolia archangielska – jedna z metropolii Rosyjskiego Kościoła Prawosławnego. W jej skład wchodzą cztery eparchie: archangielska, kotłaska, narjan-marska oraz plesiecka.
Erygowana przez Święty Synod Rosyjskiego Kościoła Prawosławnego w grudniu 2011. Jej pierwszym ordynariuszem został biskup archangielski i chołmogorski Daniel (Dorowskich), podniesiony 8 stycznia 2012 do godności metropolity. Jego następcą od 30 sierpnia 2019 r. jest biskup Korneliusz (Siniajew).